# تیپ ۲ زرهی (لهستان)
تیپ ۲ زرهی لهستان (انگلیسی: 2nd Armoured Brigade) تیپ زرهی نیروی زمینی لهستان و تحت امر سپاه دوم (لهستان) بود، که در سال ۱۹۴۲ تأسیس شد و در سال ۱۹۴۷ منحل گردید.
تیپ ۲ زرهی یک تیپ زرهی از نیروهای مسلح لهستان در جبهه غرب در طول جنگ جهانی دوم بود که از سال ۱۹۴۲ تا ۱۹۴۵ وجود داشت. از سال ۱۹۴۵ تا ۱۹۴۷ به عنوان لشکر دوم زرهی ورشو فعالیت می‌کرد. این واحد، شاخه زرهی سپاه دوم لهستان بود. وضعیت این تیپ در لشکرکشی ایتالیا عبارت بود از: ۲۲۲ افسر و ۳۳۶۲ درجه‌دار دیگر. ۱۶۰ تانک متوسط، ۳۳ تانک سبک و ۱۳ تانک ویژه وجود داشت.